# ラッセル・アレクサンダー・アルジャー
ラッセル・アレクサンダー・アルジャー（英: Russell Alexander Alger, 1836年2月27日 - 1907年1月24日）は、アメリカ合衆国の政治家。ミシガン州知事と連邦上院議員を務め、ウィリアム・マッキンリー政権で第40代陸軍長官を務めた。

## 生い立ちと初期の経歴
1836年2月27日、アルジャーはオハイオ州メダイナ郡のラファイエット郡区において誕生した。アルジャーは12歳で孤児となり、その後は2人の弟を養うため農場で働いた。アルジャーはサミット郡のリッチフィールド・アカデミーで学んだ。アルジャー同郡の学校で教職に就き、およそ2年を過ごした。
アルジャーはアクロンで法律を学び、1859年3月に弁護士として認可を受けた。アルジャーはまずクリーブランドで弁護士業を開業し、その後1860年にミシガン州のグランドラピッズへ移った。アルジャーはまた、材木事業にも関与した。アルジャーはアルコナ郡区のブラック・リバーに居を構え、材木伐採の監視にあたった。

## 南北戦争

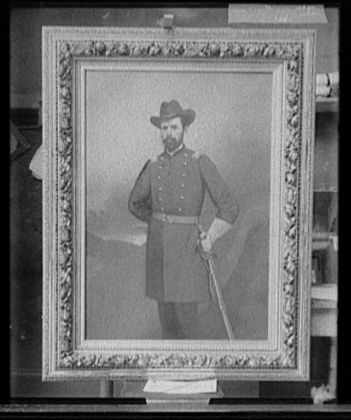
軍装のアルジャー

アルジャーは南北戦争初期の1861年に、兵卒として北軍に加わった。アルジャーは大尉に任ぜられ、続いてミシガン州第2歩兵連隊で少佐を務めた。
アルジャーは1862年7月11日のブーンズヴィルの戦いに参加した。アルジャーはフィリップ・シェリダン大佐の作戦により、90人の兵士とともに敵陣後方からの奇襲を行った。その結果、北軍はこの戦いで勝利を収めた。アルジャーは負傷し南軍に捕囚されたが、同日中に脱走し生還した。10月16日、アルジャーはミシガン州第6騎兵隊で中佐となった。
1863年2月28日、アルジャーはミシガン州第5騎兵隊で大佐に昇進した。6月28日、アルジャーはゲティスバーグでの作戦に従事した。アルジャーの働きは高く評価され、後にジョージ・アームストロング・カスター将軍の報告書でも特別に言及された。アルジャーは優れた軍事戦略家という評価を獲得した。北軍の補給戦略のための実地調査では、エイブラハム・リンカーン大統領のすぐ側で作業を行った。7月8日、アルジャーは敵の追跡作戦に従事している最中、メリーランド州ブーンズバラで重傷を負った。アルジャーは半年の療養後、1864年の渓谷戦役に加わり、フィリップ・シェリダン将軍の下に従事した。
1864年6月11日、アルジャーはトレヴィリアン・ステーションの戦いで南軍の大規模な騎兵攻撃を受け、拘束された。南北戦争終戦後の1865年6月11日、アルジャーは准将に名誉昇進し、また同時に志願兵の少将となった。
アルジャーは南北戦争終戦後、デトロイトに居住した。アルジャーは Alger, Smith & Company 社と Manistique Lumbering Company 社で社長となった。アルジャーはヒューロン湖沿岸に100平方マイルを超える広大な松林を所有し、年間で7500フィートを超える材木を生産した。

## 政治

### ミシガン州知事
アルジャーは共和党に所属した。1884年、アルジャーは共和党の指名を受け、ミシガン州知事に選出された。アルジャーは州知事を1885年1月1日から1887年1月1日まで1期2年を務めた。アルジャーは1886年にも共和党から再選を目指すよう要求があったが、アルジャーは辞退した。1888年、アルジャーは共和党の大統領選挙人を務めた。1888年、アルジャーはグランド・アーミー・オブ・ザ・リパブリックでミシガン支部の初代司令官となり、1889年にはグランド・アーミー・オブ・ザ・リパブリック本部の第18代最高司令官を務めた。

### アメリカ合衆国陸軍長官
1897年3月5日、アルジャーはウィリアム・マッキンリー大統領の下で陸軍長官に任ぜられた。アルジャーは陸軍長官として、在外大使館および公使館で活動する軍関係者の給与増額を推し進めた。アルジャーは第二陸軍次官補のポストを認めるよう議会に働きかけ、またキューバ、プエルトリコ、フィリピンでの警察活動を求めた。アルジャーは米西戦争の際、キューバ遠征隊の代表としてウィリアム・ルーファス・シャフターを選任した。だが陸軍省内での準備不足および非効率的な作戦行動により、アルジャーは非難を受けた。そして1899年8月1日、アルジャーはマッキンリー大統領の要請により、陸軍長官を辞任した。

### アメリカ合衆国上院議員
1902年、アルジャーは連邦上院議員ジェイムズ・マクミランの死による欠員充当のため、ミシガン州知事アーロン・ブリスにより、後任の連邦上院議員に選任された。アルジャーは1903年1月の改選で、ミシガン州議会から継続して連邦上院議員に選任された。アルジャーは1907年に死去するまで連邦上院議員を務めた。アルジャーは第59議会において、沿岸防衛委員会と太平洋鉄道委員会で委員長を務めた。

## 晩年

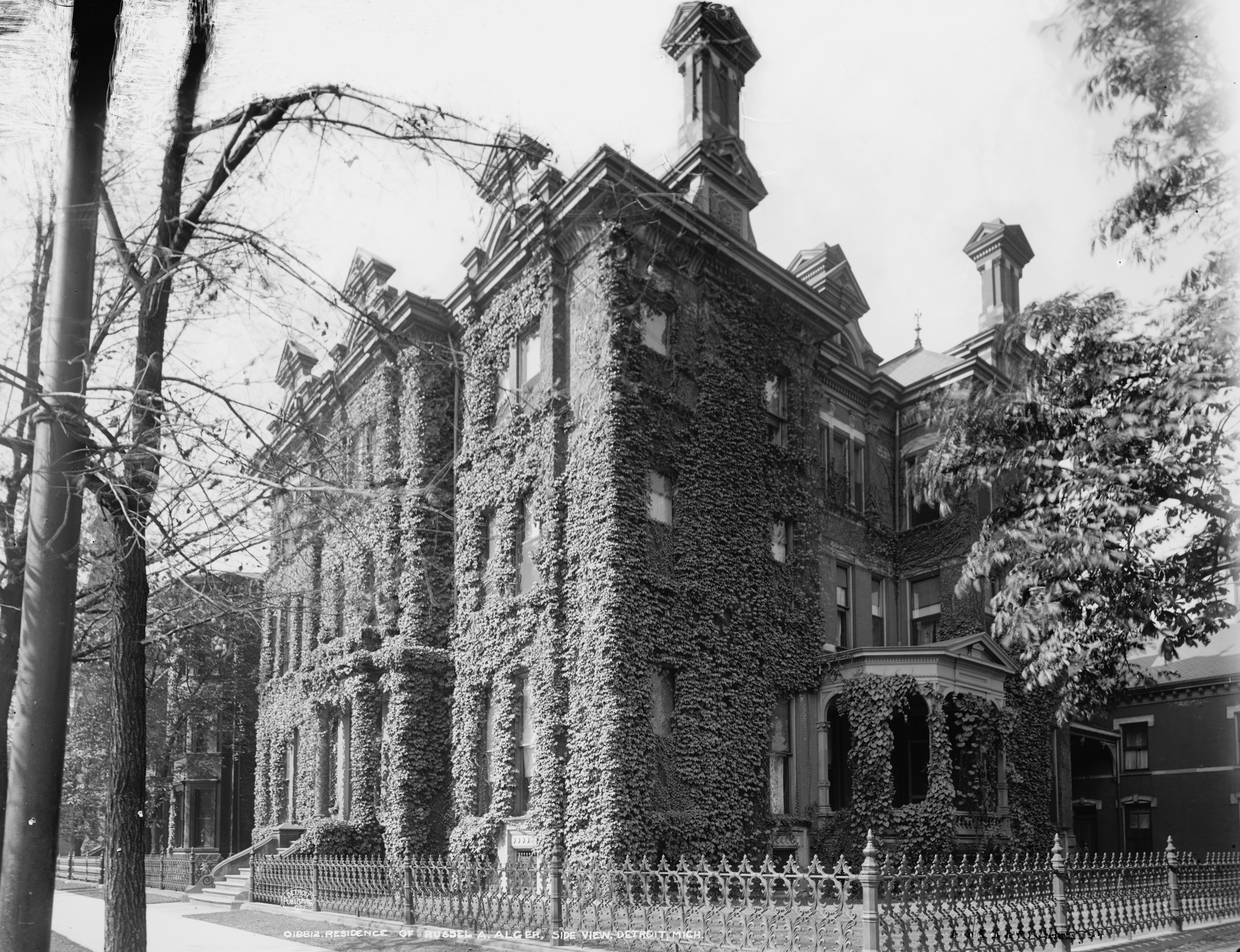
ミシガン州デトロイトの自邸

1907年1月24日、アルジャーはワシントンD.C.において死去した。アルジャーの遺体はミシガン州デトロイトのエルムウッド墓地に埋葬された。

## 家族
1861年4月2日、アルジャーはグランドラピッズでアネット・H・ヘンリー (Annette H. Henry) と結婚した。アルジャーはアネットとの間に6人の子供をもうけた。
1. フェイ・アルジャー (Fay Alger)
2. カロライン・アルジャー (Caroline Alger)
3. フランシス・アルジャー (Frances Alger)
4. ラッセル・アルジャー (Russell Alger)
5. フレッド・アルジャー (Fred Alger)
6. アラン・アルジャー (Allan Alger)

## 伝記
- Dictionary of American Biography
- Bell, Rodney E. "A Life of Russell Alexander Alger." Ph.D. dissertation, University of Michigan, 1975
- U.S. Congress. Memorial Addresses for Russell Alexander Alger. 59th Cong., 2nd sess. Washington, D.C.: Government Printing Office, 1907.
- Michigan Historical Commission. 1924. Michigan Biographies: Russell Alger, Lansing.
- Michigan Commandery of the Military of the Loyal Legion of the United States.
- Final Journal of the Grand Army of the Republic, 1957. Compiled by Cora Gillis, Jamestown, New York, Past National President, Daughters of Union Veterans of the Civil War from 1861 to 1865, Inc. and last National Secretary of the Grand Army of the Republic.